# Brabrand Sø
Brabrand Sø är en sjö i Danmark.   Den ligger i västra delen av Århus, söder om stadsdelarna Brabrand och Gellerup. Århus Å flyter genom sjön.